# Aproaerema anthyllidella elachistella
Aproaerema anthyllidella elachistella é uma subespécie de insetos lepidópteros, mais especificamente de traças, pertencente à família Gelechiidae.
A autoridade científica da subespécie é Henry Tibbats Stainton, tendo sido descrita no ano de 1859.
Trata-se de uma subespécie presente no território português.